# Ymir
En la mitología nórdica, Ymir (/ˈiːmɪər/), también llamado Aurgelmir, Brimir o Bláinn, es el ancestro de todos los Jotun. Ymir está atestiguado en la Edda poética, compilada en el siglo XIII a partir de material tradicional anterior, en la Edda prosaica, reunida por Snorri Sturluson en el siglo XIII, y en la poesía escáldica.

## Rol en la mitología
Snorri Sturluson combinó varias fuentes junto con algunas de sus propias conclusiones para explicar el papel de Ymir en el mito nórdico de la creación. Las principales fuentes disponibles son el poema édico «Völuspá» y los poemas de preguntas y respuestas «Grímnismál» y «Vafþrúðnismál».
De acuerdo a estos poemas, Ginnungagap existió antes que el cielo o la tierra. La región norte de Ginnungagap se llenó de hielo y esta dura tierra se conocía como Niflheim. Opuesto al Niflheim estaba la región más meridional conocida como Muspelheim, con brillantes chispas y ardientes brasas. Ymir fue concebido en el Ginnungagap cuando el hielo del Niflheim se encontró con el calor del Muspelheim y se derritió. De esta fusión de Elementos primordiales nació Ymir ser Primigenio, único en su tipo y naturaleza.
Ymir se alimentó de los cuatro ríos de leche de la vaca primigenia Auðumbla (ser primigenio igual que él). Auðumbla se alimentaba lamiendo bloques de hielo salados. De lamer el hielo surgió el cuerpo de un hombre llamado Buri. Este fue el padre de Bor, y este y su mujer Bestla tuvieron tres hijos: Odín, Vili y Ve.
Mientras Ymir dormía comenzó a sudar. Bajo su axila izquierda crecieron un hombre y una mujer, y sus piernas crearon a su hijo de seis cabezas: Þrúðgelmir.
Los hijos de Bor sacrificaron a Ymir y, cuando cayó, la sangre derramada por sus heridas ahogó la raza de los gigantes. Solo dos gigantes sobrevivieron a la inundación provocada por la sangre de Ymir; estos fueron el nieto de Ymir, Bergelmir (hijo de Þrúðgelmir) y su esposa. Ambos fundaron una nueva raza de gigantes.
Odín y sus hermanos usaron el cuerpo de Ymir para crear Midgard en el centro de Ginnungagap. Con su carne se hizo la tierra. Con su sangre se formaron los mares y los lagos. Con sus huesos se erigieron las montañas. Con sus dientes y fragmentos de huesos se hicieron las piedras. De su pelo crecieron árboles y los gusanos de su carne formaron la raza de los enanos. Los dioses pusieron su cráneo sobre el Ginnungagap y crearon el cielo, sostenido por cuatro enanos: Norðri, Suðri, Austri y Vestri (Norte, Sur, Este y Oeste). Odín creó los vientos colocando a uno de los hijos de Bergelmir, bajo la forma de un águila, al final de la tierra. Luego arrojó el cerebro de Ymir al viento y este se convirtió en las nubes. 
Los hijos de Bor tomaron chispas del Muspelheim y las dispersaron a través del Ginnungagap, de manera que crearon las estrellas y la luz. Con trozos de madera devueltos por el mar, los hijos de Bor hicieron a los hombres. Crearon un hombre llamado Ask y una mujer llamada Embla. Con las cejas de Ymir, crearon una fortaleza para proteger la raza de los hombres de los gigantes.

## Nombres
Otros dos nombres asociados con Ymir son Brimir y Bláin, de acuerdo al poema «Völuspá», estrofa 9, donde los dioses discuten la creación de la raza de los enanos de la «sangre de Brimir y los miembros de Bláin». Luego, en la estrofa 37, Brimir es mencionado por tener una cervecería en Ókólnir. En el «Gylfaginning», Brimir es el nombre de la cervecería, destinada a sobrevivir la destrucción del Ragnarök y proveer de «abundante buena bebida» a las almas de los virtuosos.

## Ymir y Yama
En una etimología discutible, W. Meid (1992) ha enlazado los nombres de Ymir (que puede ser reconstruido del protogermánico como *umijaz o *jumijaz, en este último caso posiblemente derive del protoindoeuropeo *ym̩yos) y el nombre de la deidad hindú de la muerte, Yama (reconstruido del protoindoeuropeo como *yemos, de la raíz yem 'mellizo'). Yama comparte con Ymir las características de ser ambos seres primigenios y mortales; pero en otros aspectos es un personaje completamente diferente: Yama es el primero de los hombres mortales y rey, quien luego de su muerte se convierte en el regente del reino de los muertos.

## Cultura popular
- En el juego en línea SMITE, Ymir tiene el título de Padre de los Gigantes de Hielo, y es uno de los personajes seleccionables para el combate.
- En el manga Shingeki no Kyojin de Hajime Isayama, existen dos personajes con el mismo nombre. Una de ellas es la ancestro del pueblo Eldiano, quien fue la primera en obtener el poder de los Titanes. Al morir, su alma se dividió en los nueve poderes titán, esto también coincide con los nueve mundos del Yggdrasil
- En el videojuego en línea para dispositivos móviles Valkyrie Connect, su nombre es Primer Muchacho Ymir, y es uno de los personajes invocables.